# غار مزمایسکایا
غار مزمایسکایا (انگلیسی: Mezmaiskaya cave)، یک غار. سایت پیش از تاریخ است که مشرف بر کرانه سمت راست سوخوی کوردژیپس (یکی از شاخه‌های رود کوردژیپس) در جنوب روسیه آدیغیه است که در دامنه‌های شمال غربی قفقاز شمالی در رشته‌کوه قفقاز واقع شده است.